# Steve Lambert
Steve Lambert és un artista estatunidenc. Fill d'un exmonjo franciscà i una exmonja dominica que van practicar una variant de la teologia de l'alliberament i, un any abans que ell nasqués, van abandonar la religió organitzada i van deixar l'Església. Tot i no tenir el títol de secundària, Steve va estudiar sociologia, cine i música abans d'obtenir la llicenciatura en Belles Arts de l'Institut d'Art de San Francisco l'any 2000 i de cursar el postgrau de Belles Arts a la Universitat de Califòrnia el 2006. Després d'uns anys de fer intervencions al carrer, el 2004 va fundar la Anti-Advertising Agency. En el passat Steve s'ha guanyat la vida treballant d'instal·lador de mobiliari, locutor de ràdio, dependent en una botiga de discos, ballarí de ballet, guardacotxes, client misteriós, gerent de teatre, conductor de camió de repartiment, baixista en un grup de música country, mestre, paisatgista i professor universitari, entre moltes altres coses. Actualment, afirma ser un artista i professor que paga els seus impostos. Els projectes i les obres d'art de Steve s'han exposat als Estats Units, i també a Cuba, Canadà, Holanda i Barcelona. Han aparegut articles sobre la seva obra en nombroses publicacions, com el New York Times, Punk Planet, El País i Newsweek Magazine. En un projecte recent per a la ciutat de San Francisco, Steve va preguntar a arquitectes, urbanistes i responsables de transports "Què faries a la ciutat si no t'haguessis de preocupar de la burocràcia, el pressupost, la política o la física?". Aquestes idees es van incorporar en uns dibuixos que l'ajuntament exposarà al novembre del 2007. Actualment Steve és investigador associat a l'Eyebeam R&D OpenLab, a Nova York.